# Nova Zelândia nos Jogos Olímpicos de Verão de 1996
Nova Zelândia participou dos Jogos Olímpicos de Verão de 1996 em Atlanta, Estados Unidos.